# Капілярні води
Води капілярні (рос. воды капиллярные, англ. capillary waters, нім. Kapillarwässer n pl) — води в капілярних порах, тріщинах та інших дрібних порожнинах мінералів та ґрунтів під дією сили поверхневого натягу.